# Phyllodromica chladeki
Phyllodromica chladeki es una especie de cucaracha del género Phyllodromica, familia Ectobiidae. Fue descrita científicamente por chladeki Harz en 1977.
Habita en Eslovaquia.